# ليونارد بتروسيان
ليونارد بتروسيان (بالأرمنية: Լեոնարդ Պետրոսյան)‏ (و. 1953 – 1999 م) هو سياسي من الاتحاد السوفيتي.